# Oktav
För andra betydelser, se Oktav (olika betydelser).
En oktav är intervallet mellan två toner vars frekvensförhållande är 2:1, samt beteckning för den åttonde och högsta tonen i en diatonisk skala. Ordet kommer av latinets octava, ’åttonde’. Ordet används även inom andra vetenskaper, i analogi med musiktermen, för förhållandet 2:1 mellan två vågors respektive frekvenser, eller för frekvensområdet mellan två sådana vågors frekvenser.
Oktavintervallet anses vara det mest konsonanta intervallet förutom primen. Spelas två toner på oktavavstånd uppfattas oktaven som samma ton, och tonerna anses tillhöra samma tonklass. Detta kallas att spela unisont. 

## Intonation
Vid ren intonation sammanfaller oktavens fundamentalfrekvens med grundtonens första överton. Därmed sammanfaller även oktavens alla andra övertoner med någon av grundtonens övertoner. Liksvävande temperatur är uppbyggt på en tolvdelning av oktaven. I Pythagoreisk stämning intoneras den dock något annorlunda och är därför inte helt konsonant i denna temperatur.

## Notation
Enligt Helmholtzka notationen anges toner efter oktavnamn och tonklass. Oktaverna numreras då från C under A440 som kallas ettstruket c (skrivs c1). Nedåt benämns de i tur och ordning lilla oktaven, stora oktaven, kontra-, och subkontraoktaven.

### Oktavnamnen
- Femstrukna oktaven
- Fyrstrukna oktaven
- Trestrukna oktaven
- Tvåstrukna oktaven
- Ettstrukna oktaven
- Lilla eller ostrukna oktaven
- Stora oktaven
- Kontraoktaven
- Subkontraoktaven